# Jacques Laurent
Pour les articles homonymes, voir Jacques Laurent (homonymie).
Jacques Laurent-Cély, notamment dit Cecil Saint-Laurent ou Jacques Laurent, est un journaliste, romancier, et essayiste français, né le 5 janvier 1919 à Paris 9e et mort le 29 décembre 2000 à Paris 6e.
Il a publié sous une dizaine de pseudonymes dont le plus connu est Cecil Saint-Laurent, signataire de Caroline Chérie qui a fait sa fortune.
Militant royaliste dans sa jeunesse, il abandonne ensuite l'engagement partisan mais est longtemps marqué à droite. Lauréat 1971 du prix Goncourt pour Les Bêtises, son nom reste associé au mouvement littéraire des Hussards. Il est élu à l'Académie française en 1986

## Une jeunesse façonnée par la guerre
Petit-fils du président du conseil général de la Seine, fils d'un avocat inscrit au barreau de Paris combattant de la Grande guerre et militant de Solidarité française de François Coty, Jacques Laurent-Cély était par sa mère neveu d'Eugène Deloncle, fondateur de la Cagoule.
Ayant suivi des études au lycée Condorcet, il entreprend une licence de philosophie à la Sorbonne, et s'engage rapidement à l'Action française de Charles Maurras, en écrivant au journal L'Étudiant français. Il présentera plus tard son engagement ainsi : « C'est parce que je rencontrai l'Action française que j'échappai au charme fasciste ».
En 1936, il contribue à la revue mensuelle Combat fondée par Jean de Fabrègues et Thierry Maulnier.
En 1939, il doit interrompre ses études, à cause de la mobilisation. Il rejoindra Vichy sous l'Occupation, comme rédacteur à la censure puis chef de bureau au Secrétariat général à l'Information du régime de Vichy sous l'autorité de Paul Marion, où il fit la connaissance d'Angelo Tasca mais aussi de François Mitterrand, et contribua à Idées, « revue de la Révolution nationale » fondée en 1941.
Dans cette revue, il publie sous le nom de Jacques Bostan, où il défend par exemple le rapprochement de la littérature et de l’engagement politique nationaliste : « la seule vocation qui doit nous animer est la recherche obstinée d’une union valable entre la préservation de notre esprit et la préservation de notre sol ». Sous ce même pseudonyme, il publie tout à la fin de l’occupation un premier livre, Compromis avec la colère. Ce recueil de sept articles est dédié « à un mort », c’est une défense et illustration de la révolution nationale à Vichy, et de sa conception du « redressement de la France ».
En août 1944, il est chargé d'établir un contact entre le maréchal Pétain et une unité auvergnate des Forces françaises de l'intérieur que dirige Henry Ingrand, Pétain envisageant alors un accord avec la Résistance pour rejoindre le maquis,. Ce projet n'aura pas de suite, à cause du départ du maréchal à Sigmaringen, tandis que Jacques Laurent-Cély rejoindra à la fin du mois un bataillon des FFI devant opérer une jonction avec l'armée du général de Lattre de Tassigny. Remonté à Paris sous l'épuration, il est brièvement incarcéré mais finalement relâché.

## L'écrivain «hussard» engagé face aux Temps Modernes
Après la Guerre, il entreprend une carrière d'écrivain : ayant écrit sous divers pseudonymes « pour vivre » des chroniques théâtrales (Jean Paquin), quelques petits romans sentimentaux (Dupont de Ména, Roland de Jarnèze) ou policiers (Roland de Jarneze, Alain de Sudy, Gilles Bargy, Laurent Labattu, J.C Laurent) puis en 1948 une étude historique plus connue, Quand la France occupait l'Europe, sous le nom d'Albéric Varenne.
Il publie des romans dont le plus célèbre reste Les Corps tranquilles, paru en 1948 (auquel Le Petit Canard, paru en 1954, constituera un post-scriptum), mais se fait véritablement connaître du grand public en tant que Cecil Saint-Laurent grâce à la série populaire Caroline Chérie, lancée en 1947. Elle fera l'objet de douze traductions et de deux adaptations cinématographiques (en 1951, puis en 1968). Cela assure à l'auteur une certaine aisance financière.
L'année 1951 voit la parution de son premier essai, Paul et Jean-Paul, dans lequel il attaque Les Temps modernes et l'existentialisme en mettant ironiquement en parallèle Paul Bourget et Jean-Paul Sartre, « ce qui était de nature à lui déplaire profondément, puisque Paul Bourget était le type même de l'écrivain réactionnaire, conservateur, démodé. J'avais commencé mes articles comme un canular, puis, en cours de route, j'ai trouvé des ressemblances frappantes entre leurs œuvres... Alors j'ai publié un livre. Je n'étais pas contre le fait qu'on écrive des romans engagés, on en avait bien le droit. J'étais contre l'espèce de petite terreur que Sartre faisait régner, en décrétant que tout roman devait être engagé. S'il était engagé pour la révolution, c'était bien, mais s'il ne parlait de rien, s'il n'était pas politique, alors, indirectement, il militait sans le savoir contre la révolution... C'était faire de tout romancier un militant et de la littérature une servante de l'action politique, comme la théologie avait fait de la philosophie sa servante au Moyen Âge...» explique-t-il dans un long entretien accordé au journaliste Jean-Luc Delblat venu l'interviewer en 1991.
La réponse ne se fait pas attendre. Les revues littéraires sont dans les années cinquante le terrain d'affrontements où l'on s'étrille à coups de pamphlets. Dans un article publié en décembre 1952 sous le titre Grognards et Hussards dans la revue de Les Temps Modernes, le journaliste et jeune secrétaire de Jean-Paul Sartre, Bernard Frank (alors âgé de 25 ans), vise ce « groupe de jeunes écrivains que, par commodité, je nommerai fascistes. Blondin, Laurent en sont les prototypes ». Le nom de Jacques Laurent restera alors associé au mouvement littéraire des Hussards, auxquels sont rattachés Antoine Blondin, Michel Déon et Roger Nimier, incarnant alors la droite littéraire. À cette qualification, Bernard Frank préfère toutefois celle, plus ironique, de « fasciste ». Laurent avouera chez Lipp, après les funérailles d'Antoine Blondin, à son ami Jean-Luc Delblat :

« « C'était une connerie à l'état pur de nous avoir réunis littérairement... Nous n'avions pas du tout la même écriture, ni la même composition et ni la même inspiration. Cet emploi du mot droite m'a agacé, car il n'avait aucun rapport avec la politique. Nous faisions partie de la droite littéraire, parce que nous étions pour le singulier contre le pluriel, comme disait Cocteau. C'est par boutade que Bernard Frank a groupé Nimier, Blondin et moi. Et puis on y a adjoint Déon. On finira peut-être par adjoindre Bernard Frank à la liste...» »

## Le directeur de revues polémistes
Jacques Laurent reste célèbre pour tous les journalistes et écrivains qu'il a aidés financièrement à leurs débuts en dirigeant deux revues grâce à l'argent du premier film Caroline Chérie (il y en aura deux autres), adapté en 1951 de sa série à succès avec la plantureuse blonde Martine Carol. La fin de sa vie sera difficile financièrement ayant dépensé des fortunes dans ces publications.
En 1953, il fonde une revue mensuelle littéraire qu'il appelle La Parisienne dont le logo est dessiné par Jean Cocteau. On retrouve ses amis Hussards de la revue La Table ronde mais aussi Jean-François Deniau, Françoise Sagan, Henry de Montherlant, Maurice Pons, André Fraigneau, Paul Léautaud, Maurice Martin du Gard, Jacques Perret ou encore Marcel Aymé. Gardant son ton provocateur, il écorne le futur ministre de la Culture André Malraux, lui reprochant de « vivre tranquillement en pelotant des chefs-d'œuvre plastiques après avoir envoyé tant de jeunes gens au casse-pipe ». Les principaux textes qu'il publia dans La Parisienne ont été rassemblés dans un ouvrage intitulé Les années 50.
Puis il dirige de 1954 à 1959 la revue hebdomadaire Arts fondée en 1952 par Louis Pauwels, André Parinaud et le célèbre galeriste du 21 rue de la Boétie Georges Wildenstein, associé à Paul Rosenberg, le grand-père d'Anne Sinclair. C'est dans cette revue que débutent le critique de cinéma François Truffaut et ses amis de la nouvelle critique cinématographique des années cinquante, qui fonderont Les Cahiers du cinéma. La une du 22 mai 1957 est Cannes : un échec dominé par les combines et les faux pas signé François Truffaut. Dans le même numéro on trouve un article Stroheim, un figurant à 1 000 dollars par jour signé par le critique Yvan Audouard qui travaillera ensuite pour le Canard enchainé, en tenant notamment la chronique La boîte à images, ainsi que la chronique de contrepèteries intitulée Sur l'Album de la Comtesse.
C'est par la guerre d'Algérie qu'il reprend son engagement politique : offusqué par la « trahison » du général de Gaulle par son projet d'autodétermination en 1959, il participe en 1960 au lancement de la revue L'Esprit public, qu'on présentera souvent comme « l'organe officieux de l'OAS ». Il la quitte en 1963, en désaccord avec les idées réactionnaires proches de Nouvelle droite de Jean Mabire.

## Un écrivain libre face au général de Gaulle
En 1964, il attaque violemment le général de Gaulle par son pamphlet Mauriac sous de Gaulle, publié chez son ami Roland Laudenbach aux Editions de la Table ronde. Cela lui vaudra une condamnation pour « offense au chef de l'État » l'année suivante. Il reproche notamment à François Mauriac, dont il était jusque-là un protégé, d'être devenu l'écrivain officiel du régime gaullien. Vingt-deux écrivains prennent la défense de Jacques Laurent, dont Jean Anouilh, Françoise Sagan, Marcel Aymé et Jean-François Revel. Par écrit, François Mitterrand témoigne en sa faveur.
Le procès retentissant ouvre le 8 octobre 1965, à la célèbre XVIIe Chambre du TGI de Paris, spécialisée dans les affaires de presse. Jacques Laurent est défendu par Jean-Marc Varaut. Sont cités à comparaître François Mauriac, le futur président de la République François Mitterrand (excusés), les candidats à l'élection présidentielle Jean-Louis Tixier-Vignancour et Pierre Marcilhacy, Jacques Laurent y déclare :

« « La situation de l'histoire des affaires est unique. Vingt ans après la Terreur, n'importe quel historien pouvait dire ce qu'il pensait de la Terreur ; vingt ans après le 18 brumaire, n'importe quel historien pouvait dire ce qu'il pensait du 18 brumaire ; vingt ans après la Terreur blanche, n'importe quel historien pouvait s'exprimer librement sur la Terreur blanche ; vingt ans après le 2 décembre, on pouvait parler du 2 décembre selon sa conviction ; vingt ans même, pour prendre un événement plus rapproché, après l'arrestation de Caillaux sous Clemenceau, on pouvait défendre Caillaux si on le voulait, ou en tout cas écrire un livre d'histoire absolument libre sur ce qui s'était passé entre 1914 et 1918. Mais vingt-cinq ans après le 18 juin, j'apprends par le réquisitoire qu'il est interdit de le commenter ». »

Il publie peu après avec Gabriel Jeantet (ancien membre de la Cagoule puis membre du cabinet civil de Pétain et anti-allemand) Année 40, où il conteste l'importance de de Gaulle, qu'il qualifie de « planqué », dans l'organisation de la Résistance. À la suite de plusieurs reportages en République du Viêt Nam en 1967 et en mars 1968, pays alors en proie à une guerre impliquant les États-Unis, il annonce la tragédie à venir dans Choses vues au Vietnam, publié juste avant mai 1968 aux Éditions de la Table Ronde :
« Le confort ne pouvant tenir lieu de morale, de Sartre à l'étudiant à l'École du Louvre, on se cherche dans l'aide aux petits Vietnamiens la bonne confiance que la bourgeoisie du XIXe trouvait dans l'aide aux petits Chinois. Et il n'est pas question de se demander si ce qui se passe au Vietnam ne ressemble pas davantage à une histoire vraie, c'est-à-dire à une histoire où le bien et le mal se mélangent, qu'à une fable manichéenne. »
En 1999, il signera pour s'opposer à la guerre en Serbie la pétition « Les Européens veulent la paix », lancée par le collectif Non à la guerre.

## Retour à la littérature
Délaissant la politique tout en gardant son esprit indépendant (il y reviendra cependant par son autobiographie Histoire égoïste en 1976), Jacques Laurent refait surface dans le monde littéraire, par la publication en 1971 de son roman Les Bêtises. Il obtient le Prix Goncourt au détriment de Didier Decoin. Il est alors interviewé par un jeune débutant du Figaro littéraire, Bernard Pivot : « J'ai eu le Goncourt contre toute prévision, le matin même, je ne l'avais pas... Quinze jours avant, j'avais dit à Bernard Pivot que je méprisais les prix littéraires. Mon éditeur était désespéré ! »
En 1981 paraissent Les Sous-Ensembles flous. L'ensemble de son œuvre sera couronné la même année par le prestigieux Grand prix de littérature de l'Académie française et, deux ans plus tard, par le Prix littéraire Prince-Pierre-de-Monaco.
Après avoir refusé la Légion d'honneur, « n'estimant pas la mériter », traversant des difficultés financières, il est élu à l'Académie française en 1986, poussé par ses amis académiciens qui souhaitent l'aider. Il accepte, tout en se faisant portraiturer dans le magazine de charme Lui, avec la jaquette de l'habit vert, son épée et en guise de dessous des porte-jarretelles, clin d'œil à son essai Le Nu et le dévêtu puis à sa participation cette même année à un album photo sur les dessous féminins. Il siège alors au fauteuil 15, succédant à Fernand Braudel.
En 1988, il publie un dernier essai remarqué sur Le Français en cage, dans lequel il s'en prend au « zèle excessif que déploient les policiers du langage dès que l'occasion leur est donnée de condamner ».
En 1994, il déclare à son ami journaliste et écrivain Jean-Luc Delblat qu'il retrouvait régulièrement chez Lipp (la table sous l'escalier, pour avoir une vue panoramique) ou au bar de L'Hôtel Lutetia en bas de chez lui (il vivait sous les toits de la rue de Chazelle) :

« Ne pas chercher à imiter quelqu'un. Quand on se lance, il faut essayer de faire quelque chose qui ne ressemble à rien. Et puis, ne pas mélanger la carrière et l'œuvre. J'ai cherché à vivre de ma plume en écrivant Caroline Chérie, mais la réussite est venue sans que je la demande. Il n'était absolument pas dans mon projet d'être couvert de prix littéraires ou d'entrer à l'Académie française. Si l'on a cela comme objectif, ça vous limite : il s'agit de plaire à un certain nombre de gens qui font partie de ces prix. »

## Décès
Jacques Laurent se suicide le 29 décembre 2000. Il est inhumé au cimetière ancien d'Asnières-sur-Seine.
En septembre 2011, Christophe Mercier, ami de Jacques Laurent, révèle que l'écrivain s'est donné la mort par tristesse, à la suite du décès de son épouse, survenu quelques mois plus tôt, et pour ne pas connaître la déchéance physique de la vieillesse.
Frédéric Vitoux est élu à son fauteuil à l'Académie française le 13 décembre 2001.

## Anecdote
Le 11 juillet 1985 parait un article du journal Le Monde qui titre Jacques Laurent est-il français ? Le prix Goncourt 1971 (qui sera élu à l’Académie française en 1986), alors âgé de soixante-six ans, y conte les difficultés rencontrées du fait de l’acharnement d’un juge au tribunal d’instance du 6e arrondissement de Paris. Sa femme, Élisabeth Anna Nilsson, d’origine suédoise, ayant perdu sa carte d’identité, doit, pour en obtenir une nouvelle, prouver que son mari – Jacques Laurent – est français. Ce dernier commence donc par demander un extrait d’acte de naissance à la mairie du 9e arrondissement de Paris où il est né. « Je croyais l’affaire finie. Elle commençait, raconte-t-il dans Le Monde. En effet, ce texte, s’il ne prétendait pas que j’étais lapon, ne précisait pas que j’étais français. En revanche, il précisait la profession de mon père : avocat à la cour d’appel de Paris. Cette profession ne pouvant être exercée que par un Français, je me crus sauvé, poursuit Jacques Laurent. À tort. On admit qu’il était avocat, mais était-il français ? »
D’après Le Monde, le certificat de naissance de Jacques Laurent n’établissait pas que ses parents étaient nés français. Et l’écrivain semblait ignorer où et quand ses géniteurs avaient vu le jour. Le tribunal finit par admettre que le père de Jacques Laurent était bien français et que, par voie de conséquence, son fils l’était aussi.

## Œuvres

### Sous le nom de Jacques Laurent
- 1947 : La Mort à boire, roman (Jean Froissart)
- 1948 : Les Corps tranquilles, roman (Jean Froissart)
- 1951 : Paul et Jean-Paul, essai (Grasset)
- 1952 : Neuf perles de culture, pastiches (avec Claude Martine) (Gallimard) Une édition augmentée est parue sous le titre de Dix perles de culture en 1972 (La Table ronde)
- 1954 : Le Petit Canard, roman (Grasset)
- 1964 : Mauriac sous de Gaulle, essai (La Table ronde)
- 1965 : Année 40, essai (avec Gabriel Jeantet) (La Table ronde)
- 1966 : La Fin de Lamiel, essai (Julliard)
- 1967 : Au contraire, essai (La Table ronde)
- 1968 : Choses vues au Viêt Nam, essai (La Table ronde)
- 1969 : Lettre ouverte aux étudiants, essai (Albin Michel)
- 1971 : Les Bêtises, roman (Grasset)  Prix Goncourt, 1971
- 1976 : Histoire égoïste, essai (La Table ronde)
- 1979 : Le Nu vêtu et dévêtu, essai (Gallimard)
- 1980 : Roman du roman, essai (Gallimard)
- 1981 : Les Sous-Ensembles flous, roman (Grasset)
- 1982 : Les Dimanches de Mademoiselle Beaunon, roman (Grasset)
- 1984 : Stendhal comme Stendhal, essai (Grasset)
- 1986 : Le Dormeur debout, roman (Gallimard)
- 1988 : Le Français en cage, essai (Grasset)
- 1990 : Le Miroir aux tiroirs, roman (Grasset)
- 1994 : Du mensonge, essai (Plon)
- 1994 : L'Inconnu du temps qui passe, roman (Grasset)
- 1997 : Moments particuliers, souvenirs (Grasset)
- 1999 : L'Esprit des lettres : 1. La Table ronde, La Parisienne, recueil de textes (De Fallois)
- 2000 : Ja et la Fin de tout, roman (Grasset)
- 2013 : L'Esprit des lettres : 2. Arts, recueil de textes (De Fallois)

### Sous le nom de Cecil Saint-Laurent
- 1947 : Caroline chérie (Jean Froissart)
- 1949 : Captain Steel (Charles Frémanger) D'après le roman américain Praise at Morning (1947) de Mildred Masterson McNeilly
- 1950 : Le Fils de Caroline chérie (Jean Froissart)
- 1951 : Un caprice de Caroline chérie (Jean Froissart) Une édition augmentée est parue en 1959, avec un deuxième « caprice » tiré de Le Fils de Caroline chérie, sous le titre de Les Caprices de Caroline (Presses de la Cité)
- 1952 : Mademoiselle des Champs-Elysées : petit guide historique et sentimental (Éditions Sun)
- 1952 : À bouche que veux-tu (Flammarion)
- 1953 : Sophie et le Crime (Hachette) Prix du Quai des Orfèvres, 1953
- 1953 : Lucrèce Borgia (Charles Frémanger)
- 1954 : La Fille de Mata-Hari (Charles Frémanger)
- 1954 : Une sacrée salade (La Table ronde)
- 1955 : Blondes en série (Éditions de Paris)
- 1955 : Frou-Frou (Gallimard)
- 1957 : Il suffit d'une femme (Éditions de Paris)
- 1957 : Prénom : Clotilde (Presses de la Cité)
- 1958 : Ici Clotilde (Presses de la Cité)
- 1958 : L'Algérie quand on y est (Le Livre contemporain)
- 1961 : Les Passagers pour Alger (Presses de la Cité)
- 1961 : Les Agités d'Alger (Presses de la Cité) Réédité en 1972 dans le collection Presses pocket de Presses de la Cité en deux volumes avec les sous-titres Quand pars-tu ? et Promesses perdues
- 1963 : Hortense 14–18 : 1. L'Orage (Presses de la Cité)
- 1964 : Hortense 14–18 : 2. Jusqu'à Verdun (Presses de la Cité)
- 1964 : Hortense 14–18 : 3. L'Année mutine (Presses de la Cité)
- 1965 : Hortense 14–18 : 4. Paix blanche, soir rouge (Presses de la Cité)
- 1966 : Histoire imprévue des dessous féminins (Raoul Solar) Le texte de Jacques Laurent a été réutilisé pour accompagner divers albums d'illustrations, en français et en traduction
- 1967 : Hortense 14–18 : 5. Vendanges sont faites (Presses de la Cité) La série Hortense a été rééditée en 1981 dans la collection Folio de Gallimard en quatre volumes avec les titres : Le Dur Été ; Un temps de saison ;  L'Année mutine ; et L'Hiver fini
- 1969 : Les Petites Filles et les guerriers : 1. De Sarajevo à Verdun (Presses de la Cité)
- 1970 : Les Petites Filles et les guerriers : 2. De Verdun à Rethondes (Presses de la Cité)
- 1970 : La Communarde (Presses de la Cité)
- 1970 : Lola Montes (Presses pocket) (œuvre écrite plusieurs décennies plus tôt)
- 1972 : Guillemette fait des bêtises (Éditions de Paris)
- 1975 : La Bourgeoise (Flammarion)
- 1976 : Les Voyeurs jaloux (Julliard)
- 1978 : La Mutante (Flammarion)
- 1980 : Clarisse (Grasset)
- 1986 : L'Erreur (Mercure de France)

### Sous le nom d'Albéric Varenne
- 1948 : Quand la France occupait l'Europe (Le Portulan)

### Sous le nom de J.-C. Laurent
- 1950 : Ne touchez pas à la hache !, roman policier (S.C.E.L / Éditions Je sers, no 1 de la Collection Œdipe)

### Autres pseudonymes
- Laurent Labattut, Gilles Bargy, Dupont de Mena, Luc d’Ébreuil, Roland de Jarnèze, Alain Nazelle, Jean Parquin, Gonzague de Pont-Royal, Marc de Saint-Palais, Alain de Sudy et Edgar Vuymont[30].

## Filmographie
- 1950 : Quai de Grenelle (d'après le roman La Mort à boire) d'Emil-Edwin Reinert
- 1951 : Caroline chérie de Richard Pottier
- 1953 : Un caprice de Caroline chérie de Jean Devaivre
- 1953 : Lucrèce Borgia de Christian-Jacque
- 1954 : La Fille de Mata-Hari
- 1955 : Le Fils de Caroline chérie de Jean Devaivre
- 1955 : Frou-Frou de Augusto Genina
- 1955 : Sophie et le Crime de Pierre Gaspard-Huit
- 1955 : Les Mauvaises Rencontres (d'après le roman Une sacrée salade) de Alexandre Astruc
- 1955 : Lola Montès de Max Ophuls
- 1956 : Paris canaille de Pierre Gaspard-Huit
- 1959 : Le Secret du chevalier d'Éon de Jacqueline Audry
- 1960 : On roule à deux (Téléfilm)
- 1962 : Le Masque de fer de Henri Decoin
- 1963 : 14-18 de Jean Aurel
- 1964 : De l'amour de Jean Aurel
- 1964 : La Bataille de France (1964, documentaire) de Jean Aurel
- 1967 : Sept hommes et une garce de Bernard Borderie
- 1967 : Lamiel (d'après le roman La Fin de Lamiel) de Jean Aurel
- 1968 : Caroline chérie de Denys de La Patellière
- 1968 : Manon 70 de Jean Aurel
- 1969 : Quarante-huit heures d'amour (Scénario, réalisation et dialogues)
- 1969 : Les Femmes de Jean Aurel
- 1975 : Une Suédoise à Paris de Patrick Saglio (coécrit avec Elisabeth Nilsson)
- 1983 : Capitaine X (série coécrite avec Pierre-Jean de San Bartolomé)